# Nama hirsutum
Nama hirsutum är en strävbladig växtart som beskrevs av Carl Friedrich Philipp von Martius och Gal. Nama hirsutum ingår i släktet Nama och familjen strävbladiga växter. Inga underarter finns listade i Catalogue of Life.